# 邓自力
邓自力（1920年10月—2010年10月31日），男，四川广安人，中华人民共和国政治人物，曾任四川省政协副主席，四川省人大常委会副主任。

## 家族
堂哥邓小平。